# Lobelia cleistogamoides
Lobelia cleistogamoides là loài thực vật có hoa trong họ Hoa chuông. Loài này được N.G.Walsh & Albr. mô tả khoa học đầu tiên năm 2007.